# 카이다 유키
카이다 유키(일본어: 甲斐田 ゆき)는 일본의 성우이다. 도쿄도 출신. 도쿄도립신역고등학교와 미국 샌디에고 예술학부를 졸업했으며, <Southern Wind>의 히미코 역으로 데뷔하였다.